# Ioan I d'Avesnes
Ioan d'Avesnes (n. 1 mai 1218, Houffalize – d. 24 decembrie 1257, Valenciennes) a fost conte de Hainaut de la 1246 până la moarte.
Ioan a fost fiul mai mare al contesei Margareta a II-a de Flandra cu primul ei soț, Bouchard al IV-lea d'Avesnes. Dat fiind că mariajul Margaretei cu Bouchard a fost declarat nul de către papalitate, Ioan a fost considerat ca fiu nelegitim.
Mama sa s-a recăsătorit cu Guillaume al II-lea de Dampierre și a dat naștere mai multor urmași cu pretenții la moștenire. Astfel, Ioan și fratele său Balduin au încercat să obțină din partea împăratului Frederic al II-lea de Hohenstaufen recunoașterea imperială pentru legitimizarea lor, în martie 1243. La 5 decembrie 1244, Margareta a moștenit comitatele de Flandra și Hainaut și l-a desemnat pe fiul mai mare al celui de al doilea soț, Guillaume al III-lea de Dampierre, ca moștenitor al posesiunilor sale. Imediat a izbucnit Războiul de succesiune pentru Flandra și Hainaut, pentru succesiunea asupra moștenirii Margaretei, care a opus în principal pe Ioan lui Guillaume al III-lea.
După doi ani de lupte, în 1246, regele Ludovic al IX-lea al Franței a intervenit pentru a media conflictul. El a conferit Hainaut lui Ioan, iar Flandra lui Guillaume. Cu toate acestea, Margareta a refuzat să îi acorde lui Ioan stăpânirea asupra Hainaut. În 6 iunie 1251, Guillaume a fost asasinat și s-a dovedit că familia d'Avesnes s-ar fi aflat în spatele crimei, finanțând-o. În 4 iulie 1253, Ioan a înfrânt armatele Margaretei și pe ale celui de al doilea fiu din familia Dampierre al acesteia, Guy, în bătălia de la West-Capelle. Guy a căzut prizonier, iar Margareta a căzut de acord să vândă drepturile asupra Hainaut lui Carol de Anjou, în cazul în care acesta ar fi putut recuceri comitatul de la Ioan. Cumnatul lui Ioan, contele Willem al II-lea de Olanda, care fusese ales rege al Germaniei (sau "rege al romanilor"), a fost convins să confere Hainaut (fief imperial) și teritoriile flamande din interiorul Imperiului lu Ioan. Carol de Anjou a fost înfrânt, iar regele Ludovic al IX-lea, revenit din Cruciada a șaptea, i-a ordonat fratelui său să se supună arbitrajului din 1246. La 22 noiembrie 1257, Guy a abandonat în cele din urmă Hainaut, însă Ioan a murit în ajunul Crăciunului din acel an.

## Familie și copii
Ioan a fost căsătorit cu Adelaida de Olanda în 1246, având următorii copii:
- Ioan (1247–1304), conte de Hainaut și de Olanda
- Ioana, abatesă de Flines (d. 1304)
- Bouchard, episcop de Metz (1251–1296)
- Guy, episcop de Utrecht (1253–1317)
- Guillaume, episcop de Cambrai (1254–1296)
- Floris, stadholder de Zeelanda și principe de Ahaia